# آرشي جي. ماكدويل
آرشي جي. ماكدويل هو سياسي أمريكي، (و. 1863 – 1938 م). نشط حزبياً في الحزب الجمهوري. وقد انتخب عضو جمعية ولاية ويسكونسن ‏.